# Gerbillus juliani
Gerbillus juliani је врста глодара из породице мишева.

## Распрострањење
Ареал врсте је ограничен на једну државу. Сомалија је једино познато природно станиште врсте.

## Станиште
Станишта врсте су саване, травна вегетација, екосистеми ниских трава и шумски екосистеми, полупустиње и пустиње.

## Угроженост
Ова врста није угрожена, и наведена је као последња брига јер има широко распрострањење.